# Association de filière en France
 (octobre 2013).
Si vous disposez d'ouvrages ou d'articles de référence ou si vous connaissez des sites web de qualité traitant du thème abordé ici, merci de compléter l'article en donnant les références utiles à sa vérifiabilité et en les liant à la section « Notes et références ».
Une association de filière est une association étudiante regroupant des étudiants d'un même formation.
Elles ont généralement un rôle d'animation de la formation, notamment via l'organisation de festivités visant à regrouper les étudiants de ladite formation. Mais elles peuvent aussi assurer la promotion de la formation auprès des éventuels employeurs et éventuels étudiants, organiser des colloques, projections ou débats en lien avec la formation, gérer l'annuaire des anciens, assurer la vente de petit matériel nécessaire à la formation...
Certaines de ces structures font le choix de se nommer Bureau des étudiants et d'utiliser l'acronyme BDE, mais cette dénomination étant parfois associée à des pratiques contestées tel que le bizutage ou à des affiliations nationales, d'autres refusent ce terme.